# Milan Lalkovič
Milan Lalkovič (Košice, antigua Checoslovaquia, 9 de diciembre de 1992), es un futbolista eslovaco. Se desempeña como delantero y actualmente milita en el S. K. Sigma Olomouc de la Fortuna Liga.

## Trayectoria
Milan comenzó a interesarse en el fútbol a los 6 años de edad gracias a su padre, quien logró inscribirlo en las juveniles de un club local, el MFK Košice. Su impresionante talento hizo que destacara de entre sus demás compañeros.
En noviembre de 2006, el Manchester City de Inglaterra estuvo interesado en inscribir a Milan en su academia, sin ninguna sesión de prueba. Sin embargo, Milan no estuvo interesado, ya que lo consideró como un paso muy rápido en su carrera. En 2006, Milan Lednický, un agente reconocido por la FIFA —quien también es el agente de su compatriota Miroslav Stoch—,  le informó a Milan que había un fuerte interés del Chelsea FC por contratarlo. Milan estuvo a prueba durante un tiempo y, en julio de 2007, el Chelsea logró su contratación.
Su primera participación con el equipo juvenil fue en la Milk Cup. Milan destacó en dicho torneo, siendo halagado por la prensa norirlandesa, la cual lo consideró como una de las promesas del equipo juvenil del Chelsea.
La temporada 2007-08 con el equipo Sub-16 fue irregular. Debido a las lesiones, los llamados a su selección y a que el equipo tiene muchos jugadores, Milan no pudo mostrar todo su talento, aunque trató de hacerlo. Todo eso cambió en la temporada 2008-09, en la cual, luego de haber mostrado mucho talento en la Cobham Cup durante la pretemporada y haber anotado varios goles con el equipo Sub-16, Milan se unió al equipo juvenil, en el que inmediatamente comenzó a anotar goles.
En la temporada 2009-10, gracias a sus buenas actuaciones con el equipo juvenil, Milan tuvo la oportunidad de debutar con el equipo de reservas, con el cual debutó como goleador en un partido ante las reservas del Fulham FC. Al finalizar la temporada, Milan fue promovido al equipo de reservas, además de tener la oportunidad de entrenar con el primer equipo.
El 17 de julio de 2010, durante la pretemporada del Chelsea, Milan debutó con el primer equipo en la victoria por 1-0 ante el Crystal Palace, luego de haber entrado de cambio al minuto 60 por Josh McEachran. Su segundo partido de la pretemporada sería el 23 de julio de 2010 en la derrota por 3-1 frente el Ajax Ámsterdam, habiendo sustituido al minuto 64 a Franco Di Santo.
El 20 de enero de 2011, Milan anotó un doblete en la victoria por 2-1 sobre el Arsenal FC en la cuarta ronda de la FA Youth Cup. Su segundo gol del encuentro fue durante el tiempo extra, el cual selló la victoria por 2-1. También anotó un gol con el equipo de reservas en el empate a 2-2 ante las reservas del Arsenal, el 2 de febrero de 2011. Sus buenas actuaciones, tanto con el equipo de reservas como con el equipo juvenil, le valieron para ser inscrito en la Lista B de la plantilla que disputó la Liga de Campeones, utilizando el dorsal #64. La temporada 2010-11 de Milan fue mucho más productiva, ya que logró encontrar la regularidad con el equipo de reservas, disputando 17 encuentros y anotando 6 goles durante la temporada, ayudando al equipo a consagrarse campeón de la Premier Reserve League por primera vez en su historia. Milan tampoco pasó desapercibido por el equipo juvenil, ya que fue parte fundamental durante la incursión de este en la FA Youth Cup, logrando llegar hasta las semifinales. En total, Milan disputó 11 partidos y anotó 5 goles durante la temporada con el equipo juvenil.
Luego de haber comenzado la temporada 2011-12 marcando un gol con el equipo de reservas en la victoria por 3-2 sobre el Sunderland AFC el 15 de agosto de 2011, Lalkovič fue cedido tres días después al Doncaster Rovers de la Football League Championship durante un mes, debutando como titular en la derrota por 3-0 frente al Derby County el 20 de agosto de 2011. No obstante, dos días después de haber finalizado su cesión, Lalkovič extendió su préstamo hasta el 22 de octubre de 2011.
tras finalizar la cesión se va cedido al ADO La Haya la temporada siguiente fue cedido al Vitória Sport Clube tras finalizar esa temporada volvería a ser cedido al Walsall Football Club termina esa temporada decide irse al Fotbalový klub Mladá Boleslav libre el 8 de enero del 2015 vuelve a Inglaterra tras fichar por el Barnsley Football Club el 1 de julio de 2015 regresa libre al Walsall Football Club en 1 de julio de 2016 vuelve a salir gratis al Portsmouth Football Club en enero se va cedido al Ross County Football Club en enero del 2018  el Portsmouth Football Club le da la carta de libertad
El 23 de octubre del 2018 se incorpora al Sportovní Klub Sigma Olomouc en julio de 2019 ficha por el Football Club Baník Ostrava

## Selección nacional
Lalkovič fue internacional con la selección de Eslovaquia Sub-15 en noviembre de 2006, en un partido ante Hungría, en donde anotó un gol y dio 3 asistencias, contribuyendo notablemente en la victoria de su equipo por 4-0. Milan también ha sido internacional con la Sub-16, Sub-17 y Sub-19. El 9 de febrero de 2011, Lalkovič debutó con la Sub-21 en un partido amistoso ante Francia, aunque su equipo fue derrotado por 3-1.

## Clubes
| Club                          | País            | Año             |
| ----------------------------- | --------------- | --------------- |
| Chelsea F.C.                  | Inglaterra      | 2010 - 2014     |
| Doncaster Rovers (Cedido)     | Inglaterra      | 2010 - 2011     |
| ADO Den Haag (Cedido)         | Países Bajos    | 2012            |
| Vitória de Guimarães (Cedido) | Portugal        | 2012 - 2013     |
| Walsall F.C. (Cedido)         | Inglaterra      | 2014 - 2015     |
| F.K. Mladá Boleslav           | República Checa | 2014 - 2015     |
| Barnsley F.C.                 | Inglaterra      | 2015            |
| Walsall F.C.                  | Inglaterra      | 2015 - 2016     |
| Portsmouth F.C.               | Inglaterra      | 2016 - 2018     |
| Ross County F.C. (Cedido)     | Escocia         | 2017            |
| S. K. Sigma Olomouc           | República Checa | 2018 - Presente |

## Estadísticas

### Clubes
| Doncaster Rovers Inglaterra                     | 2011-12             | 5 | 0 | 0 | 0 | 0 | 0 | 5 | 0 |
| Doncaster Rovers Inglaterra                     | Total               | 5 | 0 | 0 | 0 | 0 | 0 | 5 | 0 |
| Total en su carrera                             | Total en su carrera | 5 | 0 | 0 | 0 | 0 | 0 | 5 | 0 |
| Estadísticas hasta el 24 de septiembre de 2011. |                     |   |   |   |   |   |   |   |   |

### Resumen estadístico
|                              | Partidos | Goles | Promedio |
| ---------------------------- | -------- | ----- | -------- |
| Football League Championship | 5        | 0     | 0        |
| Copas nacionales             | 0        | 0     | 0        |
| Total                        | 5        | 0     | 0        |